# Książę Roxburghe
- Dodatkowymi tytułami księcia Roxburghe są:
  - markiz Bowmont i Cessford
  - hrabia Roxburghe
  - hrabia Kelso
  - hrabia Innes
  - wicehrabia Broxmouth
  - lord Roxburghe
  - lord Ker of Cessford and Cavertoun
- Najstarszy syn księcia Roxburghe nosi tytuł markiza Bowmont i Cessford
- Najstarszy syn markiza Bowmont i Cessford nosi tytuł hrabiego Kelso
- Najstarszy syn hrabiego Kelso nosi tytuł wicehrabiego Boxmouth
- Rodową siedzibą książąt Roxburghe jest zamek Floors w Kelso

Hrabiowie Roxburghe 1. kreacji (parostwo Szkocji)
- 1616–1650: Robert Ker, 1. hrabia Roxburghe
- 1650–1675: William Ker, 2. hrabia Roxburghe
- 1675–1682: Robert Ker, 3. hrabia Roxburghe
- 1682–1696: Robert Ker, 4. hrabia Roxburghe
- 1696–1741: John Ker, 5. hrabia Roxburghe

Książęta Roxburghe 1. kreacji (parostwo Szkocji)
- 1707–1741: John Ker, 1. książę Roxburghe
- 1741–1755: Robert Ker, 2. książę Roxburghe
- 1755–1804: John Ker, 3. książę Roxburghe
- 1804–1805: William Ker, 4. książę Roxburghe
- 1812–1823: James Innes-Ker, 5. książę Roxburghe
- 1823–1879: James Henry Robert Innes-Ker, 6. książę Roxburghe
- 1879–1892: James Henry Robert Innes-Ker, 7. książę Roxburghe
- 1892–1932: Henry John Innes-Ker, 8. książę Roxburghe
- 1932–1974: George Victor Robert John Innes-Ker, 9. książę Roxburghe
- 1974–2019: Guy David Innes-Ker, 10. książę Roxburghe
- 2019–    : Charles Innes-Ker, 11. książę Roxburghe